# Kết nối tri thức với cuộc sống
Kết nối tri thức với cuộc sống là một trong 3 bộ sách giáo khoa được phê duyệt trong Chương trình giáo dục phổ thông mới 2018 của Bộ Giáo dục và Đào tạo Việt Nam. Bộ sách được biên soạn, xuất bản và phát hành bởi Nhà xuất bản Giáo dục Việt Nam.